# Orochimaru
Orochimaru (大蛇丸) er en figur fra manga- og animeserien Naruto.
Orochimaru er den store slyngel i hele Naruto serien. Han er en af de tre sagnomspundne, hvilket vil sige, at han er utrolig stærk. De eneste der reelt set kan hamle op med ham er de to andre sagnomspundne ninjaer, Jiraiya og Tsunade, samt nogle få andre. Orochimaru kan hidkalde slanger af alle størrelser (her medregnes de, der kan knuse en hel by ved at lægge sig ned), som han bruger i kamp. Han stoler kun på Kabuto, som er søn af en afdød ninja-læge. Da Orochimaru dræber Den 3. Hokage sørger Hiruzen for, at Orochimaru aldrig mere kan bruge fingersegl. Efter det opsøger Orochimaru Tsunade, som er den anden af de tre sagnomspundne. Hun er et vidunder i lægevidenskab, og Orochimaru vil have hende til at helbrede sine arme, men hun nægter og bliver reddet af Jiraiya. Det udvikler sig til en kamp, hvor Orochimaru flygter sammen med Kabuto.